# Трирогова, Наталия Алексеевна
Трирогова (Шахматова), Наталия Алексеевна (12 января 1838, Саратовская губерния — 07 декабря 1903, Санкт-Петербург) — общественная деятельница Российской империи: просветитель, попечитель, благотворитель, организатор школ и приютов, создательница уникального сада. Среди близких родственников и друзей Трироговой были известные люди своего времени, внёсшие большой вклад в культурное и научное наследие России.

## Биография
Наталия Алексеевна родилась в семье саратовских дворян, потомков старинного рода Шахматовых — Саратовской (Курмышской) ветви, связанного с этим регионом на протяжении многих поколений. Училась в С.-Петербургском институте благородных девиц, также получила прекрасное домашнее воспитание и образование, о чём свидетельствует сохранившаяся переписка, представленная сотнями страниц.
В Государственном архиве Саратовской области (ГАСО) находится часть архива Шахматовых — 563 ед. хр.; упомянутые письма семейной переписки за 1846—1904 гг. — фонд No 660; некоторые из писем, в том числе к брату Шахматову Александру Алексеевичу — по-французски.
По свидетельству современников, её широкая образованность в сочетании с нравственными достоинствами и незаурядной энергией притягивали окружающих. Её племяннице Евгении, будущей Масальской-Суриной, запомнилась тётя Натали, как «король-женщина». 
«…По общему приговору — внешностью, статью, высоким ростом — была она вся в Столыпиных…
…Ещё во многих письмах к отцу не забывала Наталья Алексеевна послать привет кому-либо из дворни или расцеловать какую-нибудь старенькую Антипьевну за расшитые для неё платочки…»
С теплотой о Н.А. отзывается и прислуга, например, Стеша:
"Жить умеет! Со всяким обойтись умеет! Никогда не сконфузит маленького человека и сама никогда не сконфузится; с Царём заговорит по-царски, а с простым человеком по-простецки…Всегда добрая, весёлая, деятельная…
А как горяча! Случалось и накричит, но сейчас и пройдёт, бывало в девичью придёт ко мне: — чай ты на меня сердишься? Ну, иди! Пойдём кофе пить!…
…Мало ли подкапывались и к Саломатину за его 20 лет управления. Показывали ей даже дом, который он выстроил на деревне из барского леса для своего зятя. «Ну, прогоню я его, — говорит, — другого приказчика возьму… и ему ведь понадобится дом, так уж лучше, чтобы из моего леса стоял на деревне один дом, а не два…»

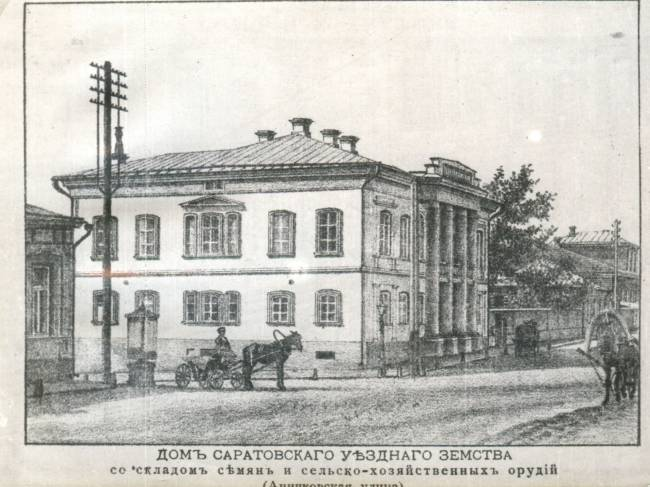
Дом Шахматовых—Трироговых, Саратов

После смерти отца Наталии Алексеевны дом в Саратове перешёл в наследство ей и её мужу — В. Г. Трирогову. Именно здесь встретились Эльпидифор Мусатов — крепостной, камердинер Шахматова и Евдокия Гавриловна — Дуняша Коноплёва, камеристка Марии Фёдоровны Шахматовой (Козен). В том же доме они проживут первые годы семейной жизни, здесь в 1870 году появится на свет их сын Виктор — в будущем всемирно известный художник Борисов-Мусатов, Виктор Эльпидифорович.
Позднее в особняке разместилась саратовская уездная Земская управа. В 1910 году — надстройка третьего этажа и внешняя отделка дома. В первые годы советской власти здесь размещалось много сменявших друг друга учреждений преимущественно театрально-музыкального направления В 2010 году переименовано в Театральный институт Саратовской государственной консерватории.

## Вклад
- После смерти мужа осенью 1891 года в селе Аряш, Трирогова, сама едва оправившаяся от тяжёлой болезни, немедленно открыла в своём доме Школу грамоты. Вскоре школа была перенесена в другие здания с отделением женского училища и двумя большими постройками — общежитием для девочек. Постройки эти и организация учебного процесса служили образцом даже для крупного центра. Из числа девушек, окончивших двухклассное отделение, некоторые заняли должности сельских учительниц. В глухом забытом до того Аряше неграмотные дети составляли редкое исключение. При школе Наталии Алексеевны были заведены классы ручного труда — художественная резьба по дереву; работы аряшинских школьников удостоены наград на выставках в Петербурге, Саратове, Пензе и Кузнецке[5].

Позже, журнальным определением Училищного Совета при Святейшем Синоде от 10 октября 1900 года за № 901, удостоена награждения книгой «Библія» от Святейшего Синода, выдаваемую за особые труды, усердие и ревность по благоустройству местных церковно-приходских школ.
- В С-Петербурге работала в Коломенско-Адмиралтейском отделении «Общества попечения о бедных и больных детях» («Синий Крест»)[6]. Была попечительницей приюта для девочек, а также, один год — попечительницей убежища для мальчиков при «Обществе вспомоществования бедным» при церкви Воскресения Христова и Михаила Архангела в Малой Коломне, а с 1895 года стала Членом Совета общества.
- Заботясь об удовлетворении аряшинцами своих религиозных потребностей, выстроила на свои средства на сельском кладбище с. Аряш Знаменскую церковь[7].
- Состоя членом попечительства народной трезвости, Наталия Алексеевна в 1902 году пожертвовала средства и открыла в Аряше хорошо обставленную чайную.
- Наталия Алексеевна прикладывала свою неутомимую энергию ко всякому делу, могущему внести хотя бы маленький свет в однообразную суровую жизнь своих соседей — аряшинских крестьян. Для этого она отвела землю под крестьянские фруктовые сады, доставляющие их владельцам помимо материальной пользы, нравственное удовольствие. Для более успешного развития этого дела и сельского хозяйства в целом, добилась учреждения аряшинского общества сельских хозяев. Серьёзно занимаясь садоводством, выводила новые сорта, а также усовершенствовала агрономические приёмы.

после кончины Н.А. её дело пытался продолжить сын Всеволод, но не очень успешно. Позднее в Аряше поселилась и много трудилась Ольга Дмитриевна Менделеева, прожившая с Алексеем Трироговым 15 счастливых лет и, после его смерти, оказавшаяся единственной хозяйкой старого поместья и сада. После 1917 процветание закончилось быстро и страшно — вандализм во всех его противоестественных разновидностях уничтожил ВСЁ; также безмерно трагична и судьба дочери великого химика.
- При Императорском С.-Пб университете на собственные средства в 1893 году учредила Стипендию «имени тайного советника Владимира Григорьевича Трирогова»[8] для поддержки малоимущих студентов.

Наталия Алексеевна скончалась в С.-Петербурге 7 декабре 1903 года; похоронена на сельском кладбище в с. Аряшх.

«…Покойная Н. А. по справедливости должна быть отнесена къ числу видныхъ общественныхъ дѣятелей, не мало потрудившихся на пользу своему родному краю…» (Некрологъ «Саратовскій Дневникъ», 1904 г., No 3).

## Семья
- Отец — Алексей Александрович Шахматов (1797—1868) — действительный статский советник, генерал-майор; дед академика-лингвиста А. А. Шахматова (1864—1920).
- Мать — Варвара Петровна Шахматова (род младшей ветви Столыпиных) (±1800—1865) — по рассказам, поразила красотой даже Государя Александра I.
- Муж — Владимир Григорьевич Трирогов (1834—1891) — Тайный советник, филолог, экономист, статистик.
- Сестра — Варвара Алексеевна Зузина (Шахматова) (1840—1908) — замужем за Зузиным Н. А., отставном штабс-капитан артиллерии, участником севастопольской обороны, нотариусом.

Братья:
- Александр Алексеевич Шахматов (1828—1871) — сенатор, тайный советник, старший председатель Одесской судебной Палаты.
- Григорий Алексеевич Шахматов (1830—1878) — генерал-майор.
- Алексей Алексеевич Шахматов (1832—1880) — опекун, в том числе академика-лингвиста Шахматова А. А.

Дети:
- Алексей Владимирович Трирогов (1864—1905) — надворный советник, муж Менделеевой Ольги Дмитриевны.
- Всеволод Владимирович Трирогов (1870 — после 1924) — председатель уездной земской управы, почётный мировой судья Кузнецкого уезда.
- Григорий Владимирович Трирогов (1871—1940) — Лесничий Губернского масштаба, Коллежский советник, член Городской Думы Кузнецкого уезда.

## Галерея

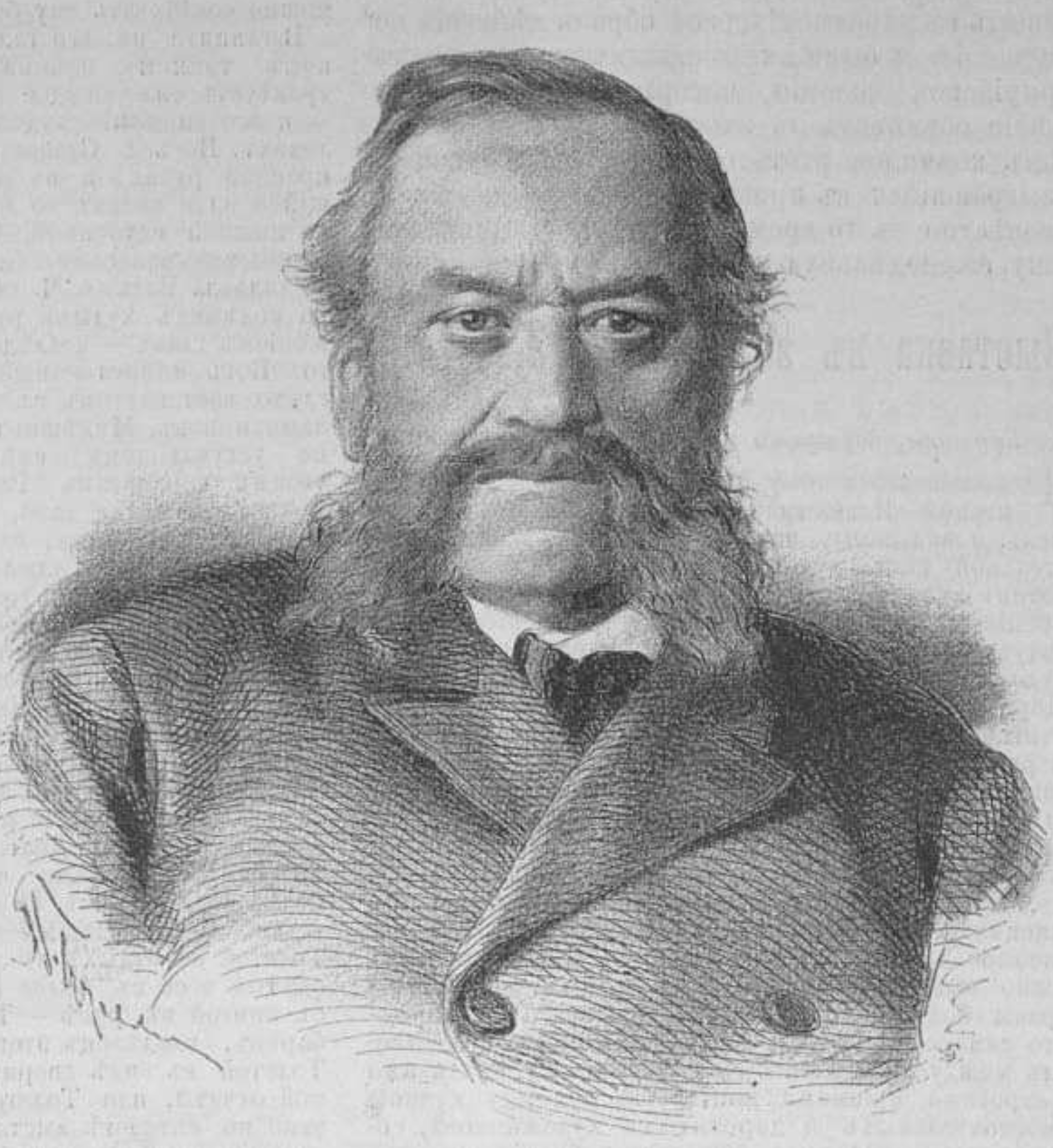
Муж — Трирогов В.Г.
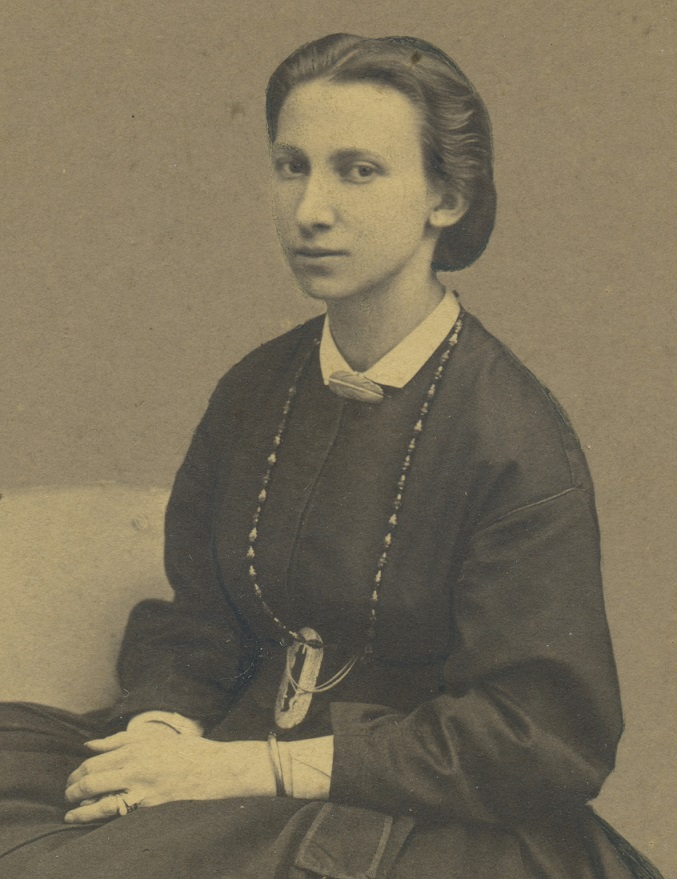
Сестра — Варвара Алексеевна Зузина (Шахматова)
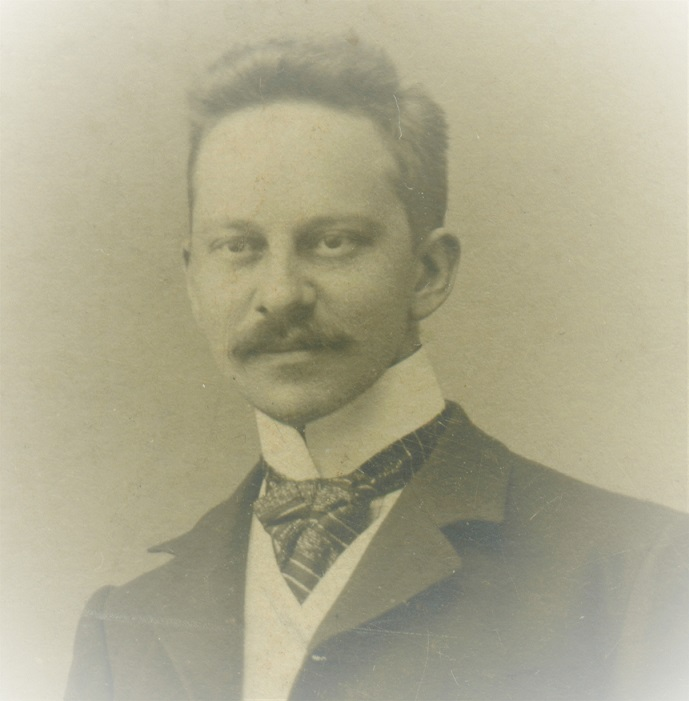
Сын — Григорий Трирогов
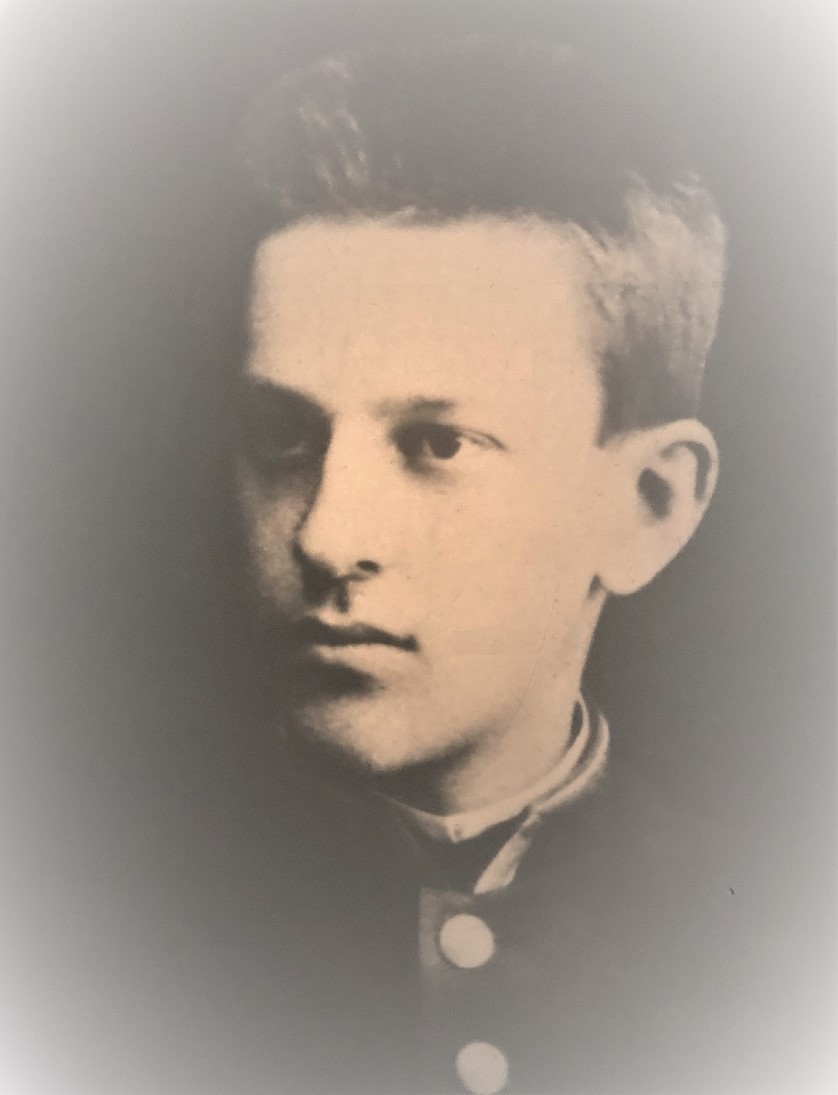
Сын — Всеволд Трирогов
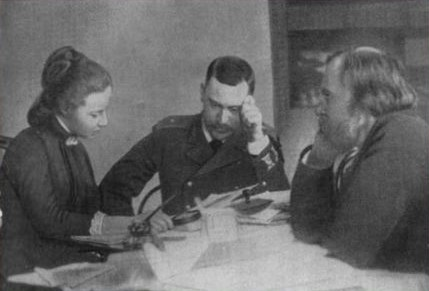
Сын — Трирогов Алексей Владимирович с женой  Ольгой Дмитриевной Менделеевой и Д .И. Менделеевым